# Phyllostomidae

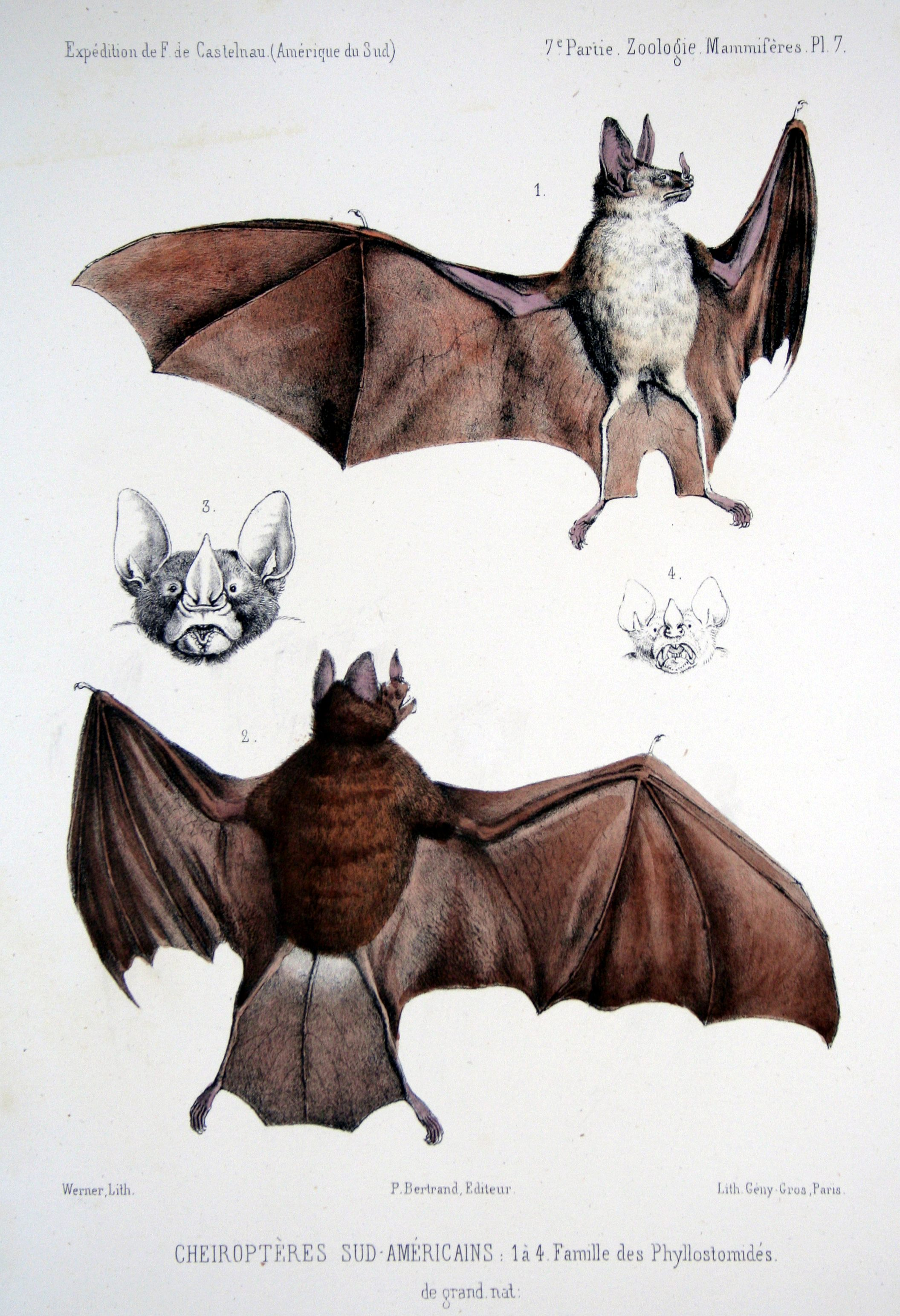
Lámina sobre filostómidos de la expedición del conde Francis de Castelnau, de 1856 (Biblioteca Patrimonal de Gray, Francia)

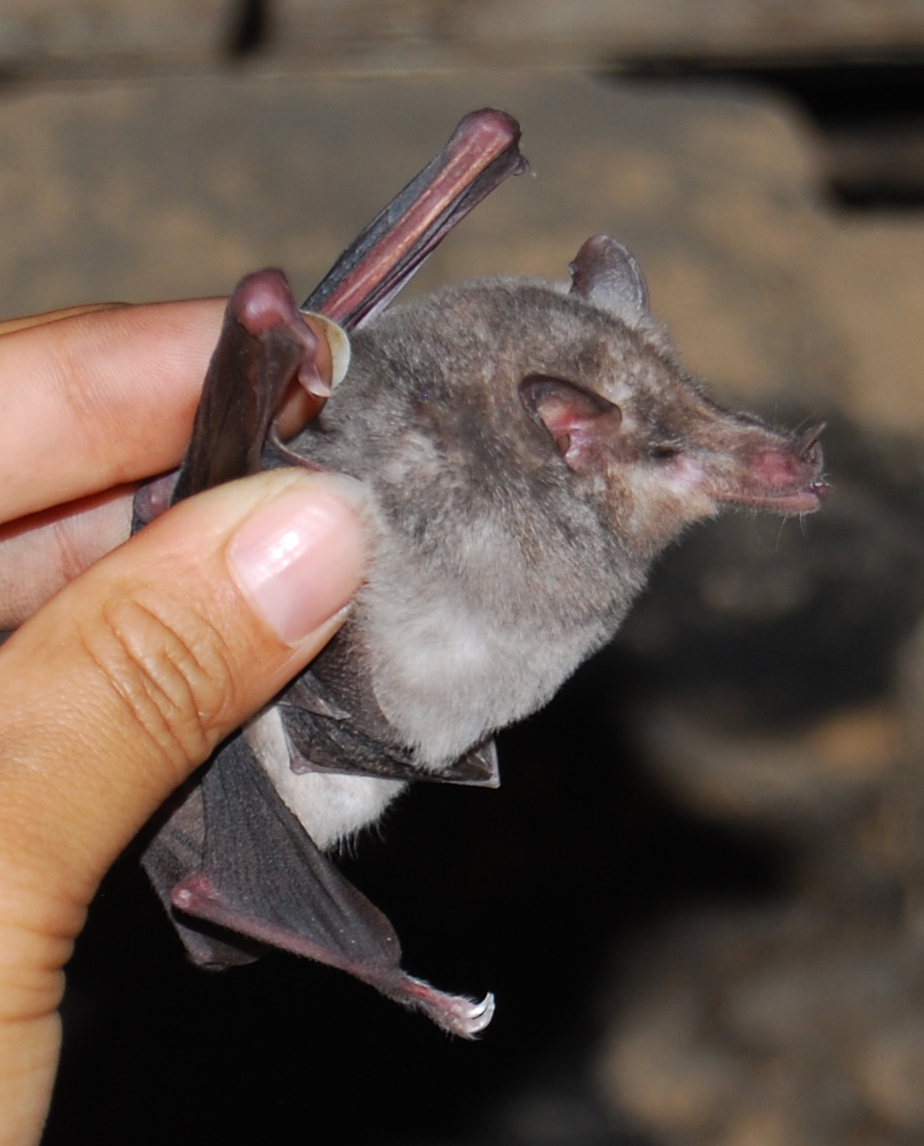
Platalina genovensium. Departamento de Lima, Perú.

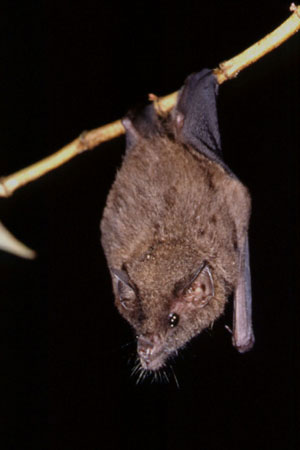
Anoura geoffroyi

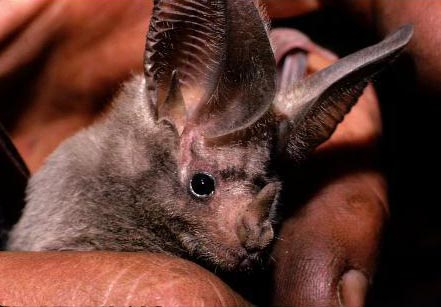
Macrotus californicus

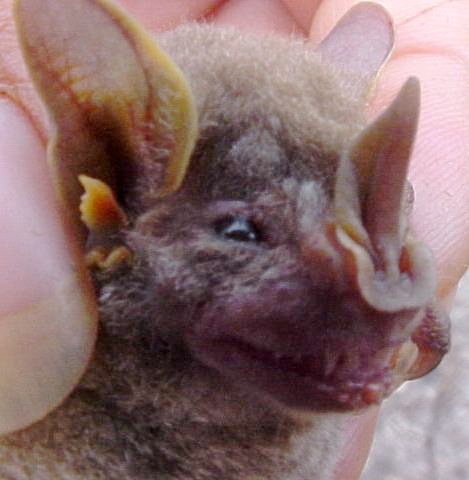
Vampyrum spectrum, Falso vampiro. Bolivia

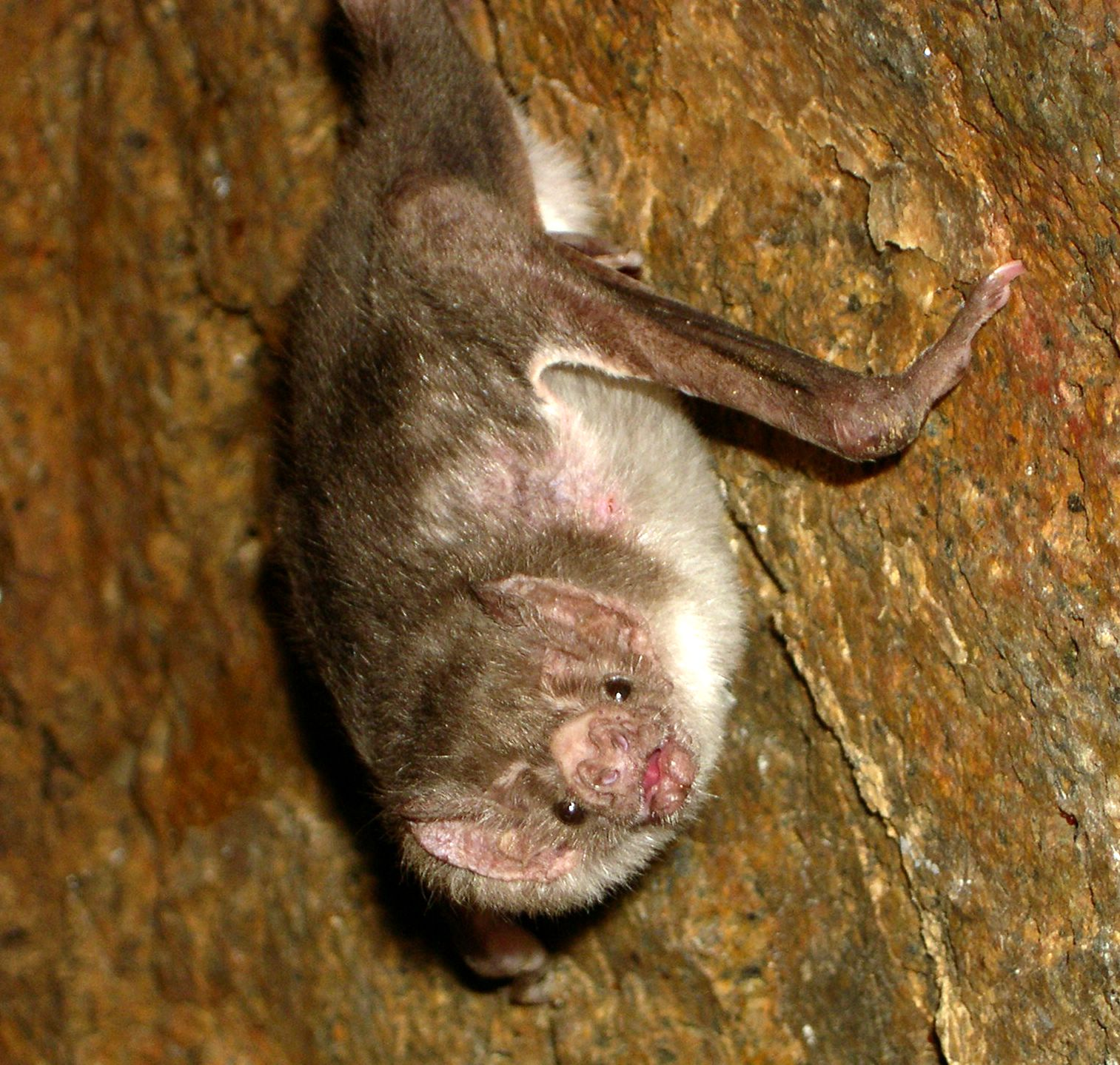
Desmodus rotundus, Vampiro común. Imagen tomada en Isla San Gallán, Reserva nacional de Paracas, Departamento de Ica, Perú, en marzo de 2005.

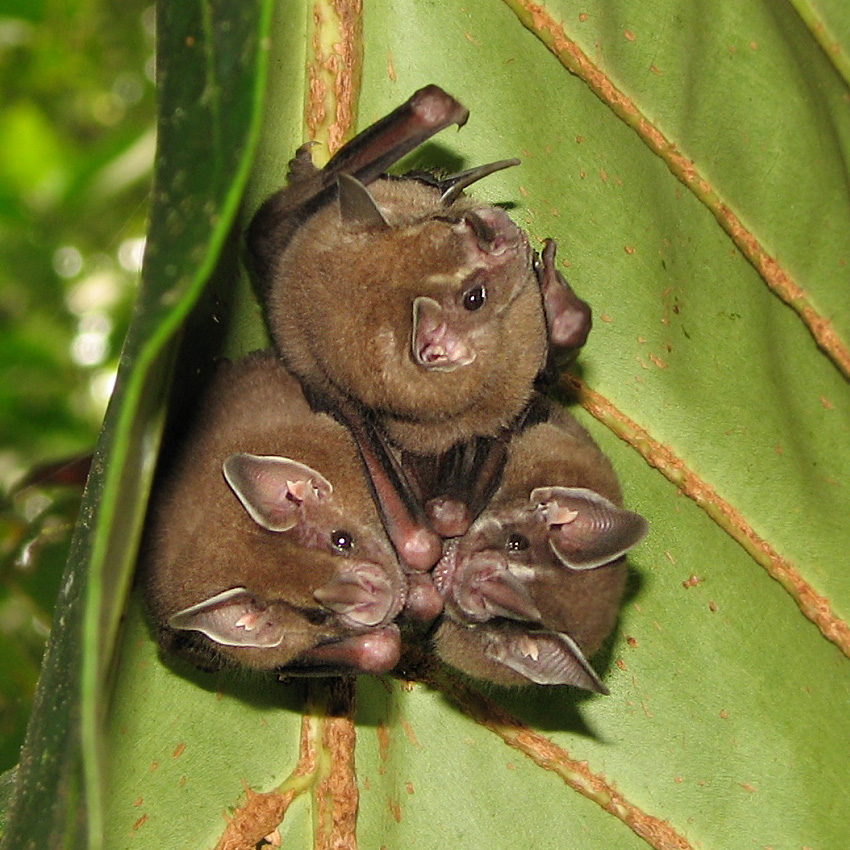
Ejemplares de Artibeus sp descansando bajo una hoja en el parque nacional Tortuguero, Costa Rica.

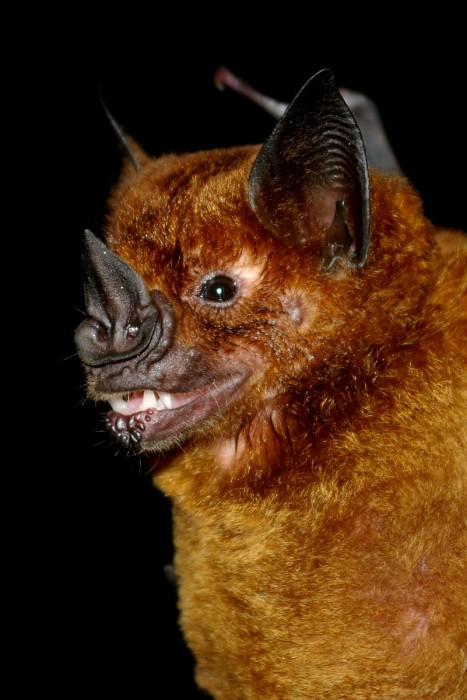
Phyllostomus hastatus. La Selva, Costa Rica. Diciembre de 2010.

Los filostómidos (Phyllostomidae) son la familia más variada y diversa del orden de los quirópteros. Está dividida en 6 subfamilias: Phyllostominae, Phyllonycterinae, Glossophaginae, Carolliinae, Stenodermatinae y Desmodontinae. Se encuentran en gran parte del Continente Americano, entre el sudoeste de los Estados Unidos y el norte de Argentina y Chile, en climas subtropicales, tropicales y ecuatoriales. Es una familia muy diversa en cuanto a su morfología y a su comportamiento. La mayor parte son insectívoros, pero hay muchas especies polinívoras y nectarívoras (subfamilia Glossophaginae) y frugívoras (subfamilias Stenodermatinae y Carolliinae). Hay especies que depredan sobre peces, ranas, lagartos, y otros vertebrados, incluyendo en su dieta otros murciélagos, (por ejemplo Vampyrum spectrum, el Falso vampiro, que es capaz de cazar aves del tamaño de una tórtola pequeña. Incluso hay especies hematófagas; son los famosos vampiros que han servido de inspiración a tantas leyendas (subfamilia Desmodontinae). En los últimos años se ha descubierto muchas especies primariamente frugívoras consumen hojas o barro (geofagia) para suplementar su dieta con sodio y otros minerales. De hecho, son la familia de mamíferos con mayor diversidad de requerimientos alimenticios del mundo.

Son también diversos en talla (de 4 a 13.5 centímetros de longitud cabeza+cuerpo) y en peso (desde 7 a 200 gramos), así como en colores (generalmente pardos, grises, negros o anaranjados, a veces con marcas y complejos patrones de coloración, pero hay una también especie blanca).
La mayoría descansan en pequeños grupos en cuevas, madrigueras de otros mamíferos, árboles huecos, troncos o grandes hojas, minas, edificaciones, etc. Algunas especies concentran colonias de varios centenares de ejemplares. No hibernan, pero sí se conocen casos de estivación.
La familia de los filostómidos toma su nombre (de Phyllo φύλλο, hoja, y Stóma στόμα, boca) de las grandes proyecciones dérmicas de forma lanceolada que tienen muchos de sus miembros en el hocico, usadas para modular y direccionar el sonar que generan en la laringe y emplean para la ecolocación. En esta familia, y a diferencia de la mayoría de los quirópteros, las señales acústicas se emiten por las narinas y no por la boca.
El fósil más antiguo conocido de un filostómido data del Mioceno temprano y procede de Argentina.

## Clasificación
Se han descrito 193 especies distribuidas en 57 géneros que se listan a continuación.
Familia Phyllostomidae
- Subfamilia: Brachyphyllinae
  - Género: Brachyphylla
    - Brachyphylla nana
    - Brachyphylla cavernarum
- Subfamilia: Carolliinae
  - Género: Carollia
    - Carollia benkeithi
    - Carollia brevicauda
    - Carollia castanea
    - Carollia colombiana
    - Carollia manu
    - Carollia monohernandezi
    - Carollia perspicillata
    - Carollia sowelli
    - Carollia subrufa

  - Género: Rhinophylla
    - Rhinophylla alethina
    - Rhinophylla fischerae
    - Rhinophylla pumilio
- Subfamilia: Desmodontinae
  - Género: Desmodus
    - Desmodus rotundus

  - Género: Diaemus
    - Diaemus youngi

  - Género: Diphylla
    - Diphylla ecaudata
- Subfamilia: Glossophaginae
  - Tribu Glossophagini
    - Género: Anoura
      - Anoura aequatoris
      - Anoura cadenai
      - Anoura caudifer
      - Anoura cultrata
      - Anoura fistulata
      - Anoura geoffroyi
      - Anoura latidens
      - Anoura luismanueli

    - Género: Choeroniscus
      - Choeroniscus godmani
      - Choeroniscus periosus
      - Choeroniscus minor

    - Género: Choeronycteris
      - Choeronycteris mexicana

    - Género: Dryadonycteris[7]
      - Dryadonycteris capixaba

    - Género: Glossophaga
      - Glossophaga commissarisi
      - Glossophaga leachii
      - Glossophaga longirostris
      - Glossophaga morenoi
      - Glossophaga soricina

    - Género: Hylonycteris
      - Hylonycteris underwoodi

    - Género: Leptonycteris
      - Leptonycteris curasoae
      - Leptonycteris nivalis
      - Leptonycteris yerbabuenae

    - Género: Lichonycteris
      - Lichonycteris obscura

    - Género: Monophyllus
      - Monophyllus plethodon
      - Monophyllus redmani

    - Género: Musonycteris
      - Musonycteris harrisoni

    - Género: Scleronycteris
      - Scleronycteris ega

  - Tribu Lonchophyllini
    - Género: Lionycteris
      - Lionycteris spurrelli

    - Género: Lonchophylla
      - Lonchophylla bokermanni
      - Lonchophylla cadenai
      - Lonchophylla chocoana
      - Lonchophylla concava
      - Lonchophylla dekeyseri
      - Lonchophylla fornicata
      - Lonchophylla handleyi
      - Lonchophylla hesperia
      - Lonchophylla mordax
      - Lonchophylla orcesi
      - Lonchophylla orienticollina
      - Lonchophylla pattoni
      - Lonchophylla robusta
      - Lonchophylla thomasi

    - Género: Platalina
      - Platalina genovensium

    - Género: Xeronycteris
      - Xeronycteris vieirai
- Subfamilia: Phyllonycterinae
  - Género: Erophylla
    - Erophylla bombifrons
    - Erophylla sezekorni

  - Género: Phyllonycteris
    - Phyllonycteris aphylla
    - Phyllonycteris major
    - Phyllonycteris poeyi
- Subfamilia: Phyllostominae
  - Tribu Micronycterini
    - Género: Glyphonycteris
      - Glyphonycteris behnii
      - Glyphonycteris daviesi
      - Glyphonycteris sylvestris

    - Género: Lampronycteris
      - Lampronycteris brachyotis

    - Género: Macrotus
      - Macrotus californicus
      - Macrotus waterhousii

    - Género: Micronycteris
      - Micronycteris brosseti
      - Micronycteris giovanniae
      - Micronycteris hirsuta
      - Micronycteris homezi
      - Micronycteris matses
      - Micronycteris megalotis
      - Micronycteris microtis
      - Micronycteris minuta
      - Micronycteris sanborni
      - Micronycteris schmidtorum

    - Género: Neonycteris
      - Neonycteris pusilla

    - Género: Trinycteris
      - Trinycteris nicefori

  - Tribu Vampyrini
    - Género: Chrotopterus
      - Chrotopterus auritus

    - Género: Lophostoma
      - Lophostoma aequatorialis
      - Lophostoma brasiliense
      - Lophostoma carrikeri
      - Lophostoma evotis
      - Lophostoma schulzi
      - Lophostoma silvicolum
      - Lophostoma yasuni

    - Género: Tonatia
      - Tonatia bidens
      - Tonatia saurophila

    - Género: Trachops
      - Trachops cirrhosus

    - Género: Vampyrum
      - Vampyrum spectrum

  - Tribu Lonchorhinini
    - Género: Lonchorhina
      - Lonchorhina aurita
      - Lonchorhina fernandezi
      - Lonchorhina inusitata
      - Lonchorhina marinkellei
      - Lonchorhina orinocensis

    - Género: Macrophyllum
      - Macrophyllum macrophyllum

    - Género: Mimon
      - Mimon bennettii
      - Mimon cozumelae
      - Mimon crenulatum
      - Mimon koepckeae

  - Tribu Phyllostomatini
    - Género: Phylloderma
      - Phylloderma stenops

    - Género: Phyllostomus
      - Phyllostomus discolor
      - Phyllostomus elongatus
      - Phyllostomus hastatus
      - Phyllostomus latifolius
- Subfamilia: Stenodermatinae
  - Género: Ametrida
    - Ametrida centurio

  - Género: Ardops
    - Ardops nichollsi

  - Género: Ariteus
    - Ariteus flavescens

  - Género: Artibeus
    - SubGénero: Artibeus
      - Artibeus amplus
      - Artibeus fimbriatus
      - Artibeus fraterculus
      - Artibeus hirsutus
      - Artibeus inopinatus
      - Artibeus jamaicensis
      - Artibeus lituratus
      - Artibeus obscurus
      - Artibeus planirostris

    - SubGénero: Dermanura
      - Artibeus anderseni
      - Artibeus aztecus
      - Artibeus bogotensis
      - Artibeus cinereus
      - Artibeus glaucus
      - Artibeus gnomus
      - Artibeus incomitatus
      - Artibeus phaeotis
      - Artibeus rosenbergi
      - Artibeus toltecus
      - Artibeus watsoni

    - SubGénero: Koopmania
      - Artibeus concolor

  - Género: Centurio
    - Centurio senex

  - Género: Chiroderma
    - Chiroderma doriae
    - Chiroderma improvisum
    - Chiroderma salvini
    - Chiroderma trinitatum
    - Chiroderma villosum

  - Género: Ectophylla
    - Ectophylla alba

  - Género: Enchisthenes
    - Enchisthenes hartii

  - Género: Mesophylla
    - Mesophylla macconnelli

  - Género: Phyllops
    - Phyllops falcatus

  - Género: Platyrrhinus
    - Platyrrhinus albericoi
    - Platyrrhinus aquilus
    - Platyrrhinus angustirostris
    - Platyrrhinus (Vampyrops) aurarius
    - Platyrrhinus (Vampyrops) brachycephalus
    - Platyrrhinus chocoensis
    - Platyrrhinus (Vampyrops) dorsalis
    - Platyrrhinus fusciventris
    - Platyrrhinus (Vampyrops) helleri
    - `Platyrrhinus incarum
    - Platyrrhinus (Vampyrops) infuscus
    - Platyrrhinus ismaeli
    - Platyrrhinus (Vampyrops) lineatus
    - Platyrrhinus masu
    - Platyrrhinus matapalensis
    - Platyrrhinus nigellus
    - Platyrrhinus nitelinea
    - Platyrrhinus (Vampyrops) recifinus
    - Platyrrhinus umbratus
    - Platyrrhinus (Vampyrops) vittatus

  - Género: Pygoderma
    - Pygoderma bilabiatum

  - Género: Sphaeronycteris
    - Sphaeronycteris toxophyllum

  - Género: Stenoderma
    - Stenoderma rufum

  - Género: Sturnira
    - Sturnira aratathomasi
    - Sturnira bidens
    - Sturnira bogotensis
    - Sturnira erythromos
    - Sturnira koopmanhilli
    - Sturnira lilium
    - Sturnira ludovici
    - Sturnira luisi
    - Sturnira magna
    - Sturnira mistratensis
    - Sturnira mordax
    - Sturnira nana
    - Sturnira oporaphilum
    - Sturnira sorianoi
    - Sturnira thomasi
    - Sturnira tildae

  - Género: Uroderma
    - Uroderma bilobatum
    - Uroderma magnirostrum

  - Género: Vampyressa
    - Vampyressa bidens
    - Vampyressa brocki
    - Vampyressa melissa
    - Vampyressa nymphaea
    - Vampyressa pusilla
    - Vampyressa thyone

  - Género: Vampyrodes
    - Vampyrodes caraccioli